# Phaethornis augusti
Phaethornis augusti е вид птица от семейство Колиброви (Trochilidae).

## Разпространение
Видът е разпространен в Бразилия, Венецуела, Гвиана и Колумбия.